# Josh Hader
Josh Ronald Hader (Millersville, 7 aprile 1994) è un giocatore di baseball statunitense, lanciatore di rilievo per gli Houston Astros della Major League Baseball (MLB).

## Gli Inizi e Minor League (MiLB)

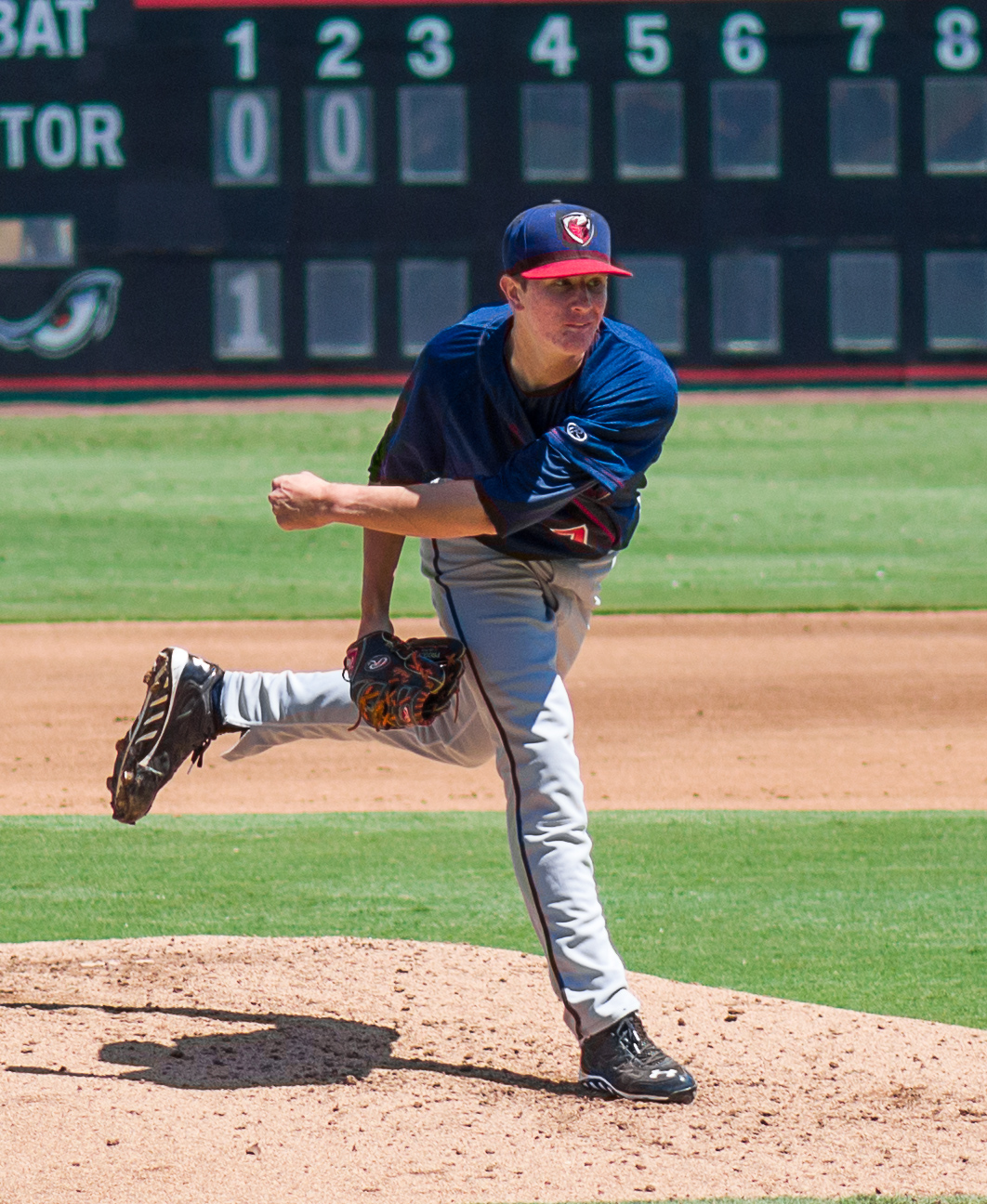
Hader con i Lancaster JetHawks nel 2014

Hader nacque a Millersville nella contea di Anne Arundel in Maryland; e frequentò la Old Mill High School nella sua città natale. Dopo il diploma, pronto a iscriversi alla Anne Arundel Community College, fu selezionato nel 19º turno del draft MLB 2012 dai Baltimore Orioles, con un bonus di 40.000 dollari. Fu assegnato nel suo primo anno da professionista in classe Rookie e in A-breve.
Iniziò la stagione 2013 in Classe A con i Delmarva Shorebirds. Il 31 luglio 2013 gli Orioles scambiarono Hader e L. J. Hoes con gli Houston Astros in cambio di Bud Norris, terminando la stagione in classe A con i Quad Cities River Bandits. Nel 2014 giocò in Classe A-avanzata e in Doppia-A.
Il 30 luglio 2015 gli Astros scambiarono Hader, assieme a Brett Phillips, Domingo Santana e Adrian Houser, con i Milwaukee Brewers in cambio di Carlos Gómez e Mike Fiers. Concluse la stagione 2015 in Doppia-A con i Biloxi Shuckers. Nel pre-stagione 2016 fu invitato allo spring training dai Brewers, giocando la stagione regolare in Doppia-A e in Tripla-A. Disputò la prima parte della stagione 2017 in Tripla-A prima di essere promosso in prima squadra il 9 giugno.

## Major League Baseball (MLB)
Hader debuttò nella MLB il 10 giugno 2017, al Chase Field di Phoenix contro gli Arizona Diamondbacks. Nel 2018 fu convocato per il suo primo All-Star Game. 
L'11 Settembre 2021 contribuisce alla vittoria dei Milwakee Brewers contro i Cleveland Indians con una no-hitter combinata.
Agli inizi di Agosto 2022 viene ceduto ai San Diego Padres in cambio di Taylor Rogers, Dinelson Lamet e i futuri prospetti Robert Gasser e Esteury Ruiz.
Dopo 2 anni passati nelle file dei San Diego Padres come lanciatore di rilievo, durante la trade invernale passa agli Houston Astros con un contratto che lo lega per 5 anni alla squadra texana.

## Nazionale
Hader partecipò con la Nazionale Statunitense ai giochi panamericani 2015, ottenendo una medaglia d'argento.

## Palmarès

### Individuale
- Rilievo dell'anno della NL: 3

2018, 2019, 2021
- MLB All-Star: 5

2018, 2019, 2021-23
- Capoclassifica in salvezze: 1

NL: 2020

### Nazionale
- Giochi panamericani:  Medaglia d'Argento

Team USA: 2015